# Лаж
Лаж, како се конвенционално дефинише, јесте тврдња супротна истини. Ова дефиниција се приписује светом Августину који је први „размишљао“ о лажи. („Лаж и обмана су негирање истине.“)

## Мотиви
Постоје људи који лажу из навике, али има и оних који нису свесни да лажу, зато што је њихова стварност другачија. Такође, постоји и мишљење да је лаж недовољна прецизност. Људи лажу и зато што истина није обавезујућа, осим у изузетним случајевима, као што је судски претрес. Па и тада, сведоци неког догађаја у судници један догађај могу да опишу на различите начине, не увек из разлога прикривања истине, већ зато што је однос према истини ствар појединца. Отуда израз „рашомонијада“, по јапанском филму „Рашомон“ који се бави овом темом. Лаж уме да буде допадљива, односно да представља тумачење стварности на духовит начин. Људи који налазе задовољство у томе да измишљају, улепшавају, драматизују догађаје, често са лакоћом успевају да то своје одушевљење пренесу на слушаоце и буду омиљени у друштву.

## Филозофија
У филозофији, лаж се одређује као тврдња супротна истини која се износи с намером да другога доведе у заблуду.
Једну од првих теорија лажи је дао свети Августин, који је говорио:
Према његовом унутрашњем уверењу а не према тачности или нетачности саме ствари мора се судити да ли неко лаже или не... Кривица лажова састоји се у намери да својим исказом обмањује.
Марксистичка филозофија уводи појам лажне свести да би означила немогућност сагледавања ствари онаквима какве јесу, што се нарочито односи на друштвене односе и односе експлоатације. Стање лажне свести може бити последица начина живота, а карактерише га окорела врста ропства која чак не може ни да увиди своју сопствену ситуацију. Излаз из овог стања је „подизање свести“.

## Психологија
Сопствени доживљај стварности изражен причом јавља се још у детињству: сва деца имају склоност ка томе да мењању стварност, али на то нико не обраћа пажњу. Ако се ова навика задржи и у каснијем добу, знак је недовољне зрелости. То значи да је осећање немоћи толико јако да особа решење проблема налази у бежању у измишљени, прихватљивији свет. Према неким мишљењима, дете почиње да лаже око треће године и то најчешће да би избегло казну. Због тога, чешће лажу она деца која трпе физичко злостављање. Ипак, мотиви лажи могу бити различити и дете некада лаже из жеље да се допадне. Уколико лаж узме маха, дете ће у каснијим годинама открити да је то средство којим може да манипулише. С обзиром да дете често није свесно последица лажи, препоручује се да одрасли охрабрују децу да говоре истину. Такође, с обзиром да су родитељи најважнији узори за своју децу, важно је да не лажу пред њима. Битни су и разговори о разлици између измишљања и стварности, лагања и истине, важности искрености код куће и у заједници, и алтернативама лагању. Ако дете или адолесцент развију образац лагања који је озбиљан и често се понавља, тада можда треба потражити професионалну помоћ. Процена дечјег психијатра би помогла детету и родитељима да разумеју лагање и планирају будућу стратегију међусобних односа и понашања.
Очигледно је лаж у многим случајевима потребна, јер да би се одржала, неопходна је стратегија која подразумева велики број додатних лажи и трошење велике количине енергије. Осим тога, тело шаље читав низ сигнала, који могу да одају особу да лаже. Лажи које би се могле окарактерисати као „неопходне“ су оне којима се покушава да се избегне казна, морална осуда или да се друга особа не увреди. Психолог Жилијета Кривокапић наводи да проучавајући одговоре на питања из тестова личности увек је наилазила на лажне одговоре, јер по њеном мишљењу људи дају такве одговоре како би резултати на тесту били онакви какве прижељкују. Преко оваквих питања (и одговора), она сматра да се лаж може измерити и на основу тога формирати неки став према разлогу лажи (избегавање војне обавезе или страх од успостављања дијагнозе душевне болести, на пример). Даље, психолог Кривокапић сматра да је у откривању мотива за лагањем психоанализа често претерује. Са оградама које свака генерализација доноси, она мисли да су потребе већине људи сличне и односе се на: потребу за давањем и пружањем љубави, припадношћу, сигурношћу, остварењем сопствених могућности, материјалном ситуираношћу, уважавањем, признањем, поштовањем, прихватањем... Сваки човек због тога покушава да одржи снагу и вољу, прави планове и развија одговоност, исправља грешке и труди се да их не прави толико много да се то не може исправити. С обзиром да је људски грешити, појављују се механизми одбране, који подразумевају и лажи. Она је начин да се не призна немоћ, грешка, одустајање од принципа које је сам човек наметнуо и да су неке, не баш прихваћене потребе у том тренутку биле важније или јаче. Подршка томе је страх од одбацивања, исмејавања, повређивања, несхваћености и то је добар мотив да особа која лаже убеди себе да то ради „зарад виших циљева“. Иако тврди да је лаж разумљива људска особина, она ипак успорава развој личности и замагљује реалност. Без обзира што лаж чини штету особи којој се пласира, она је свакако штетна и за особу која лаже. Ипак, нису све лажи „тешке“; неке се чине из незнања, многе због недостатка храбрости, неке су са позиције егоизма, неке из комплекса.
Већина људи се слаже да међу лажима треба правити разлику, јер безазлена прича детета које избегава укор због несташлука није исто што и злонамерна клевета која може да има велике последице по живот друге особе.

### Дечије лажи
Условно узето, прве дечје лажи се могу појавити већ негде око друге године појавом говора код детета, али с обзиром да је намера код деце раног узраста изостала и да је псеудо лаж настала искључиво као специфичност дечјег мишљења о "правим" лажиума у најранијем детињству говори се са великом резервом. Деца веома касно почињу тачно да сопштавају своје мисли и да објективно описују чињенице.
Лажљивост је особина дечијег понашања, али ако се не угаси у детињству може да постане трајна црта личности одраслих. Лажљивост треба разликовати од других видова промене реалности, којима је дете у игри такође сколоно: заблуде, фантазије, маштовитости, измишљање прича, чиме дете изражава своје стваралачке односе према свему што га окружује - гушење тих особина озбиљно штети детету у развоју..
Стваралачка лаж, јавља се око 4-5 година старости а затим се сама од себе губи.
Права лажљивост детета обично се изказује у вези са његовим односима са члановима породице, друговима и другарицама, школом и садржи се у изказима о себи, свом понашању и проведеном времену.. Лажљивост није природни део развоја детета већ се по правилу јавља у породицама у којима дете нема добар статус и где има превише забрана без ваљаног објашњења. Дететове лажи у тим условима настају из страха и имају сврху избегавања казне која је детету апсурдна и незаслужена, или настоји да лагањем побољша свој статус. Лаж се код деце углавном јавља као одбрамбено средство
Посебан и крајњи облик лагања је псеудофантастика која се може граничити са психотичним суманитостима и обманама.

## Сигнали тела
Знаци по којима се распознаје стрес, а које нервни систем испољава независно од утицаја воље, могу одати особу која лаже. Међутим, ови „симптоми“ нису поуздани јер се могу јавити и услед притиска или неких других емотивних стања. Сушење уста, као последица страха, тера онога ко лаже да језиком влажи усне чешће него што је то нормално или да непрекидно гута пљувачку. Често прочишћавање грла (кашљуцање) такође је знак несигурности, баш као и различит ритам дисања. Положај стопала такође може да буде сигнал да особа лаже. Она их при томе или укршта или чак једно стопало несвесно усмерава ка вратима, као да говори да се стиди и да жели што пре да оде. Исто значење има и нервозно тапкање стопалом. Изузетак су отворене особе, које су пуне енергије и веома окренуте спољашњем свету. У њиховом случају овакви покрети могу да значе да им је досадно.
Особа која лаже такође чешће него обично мења положај тела и избегава да приђе саговорнику или да га дотакне, јер као да крије и неки део тела. У уобичајеном разговору гестикулација рукама појачава значење поруке. Кад се лаже, ови покрети су изузетно ретки јер подсвест непрекидно упозорава на могућност да се руке супротставе речима, па се често држе у џеповима. Како су многе лажи, заправо, покушај да се прикрију непријатељска осећања, руке на овај начин сведоче и о сукобу између неусиљености и самоконтроле. Особа која лаже често уместо да држи руке у џеповима, њима додирује главу. Деца, на пример, у својој наивности најчешће руком покривају уста као извор лажи, док одрасли лукаво уста замењују носом, брадом, ушима или очима. Неке гримасе могу да промакну пре него што мозак одреагује, што за последицу има да многи не успевају да изговоре лаж ако саговорника гледају у очи. Зенице се приликом изговарања лажи скупљају, јер је лагање непријатан осећај. Преко телефона је већ теже открити да особа лаже, посебно ако она често лаже, али нека истраживања показују да особа која у тим ситуацијама покушава да слаже користи прилично сведен речник, замуцкује и често је неодлучна.

## Неурологија
Апаратура која се широко користи за тестирање лажи у току истрага кривичних дела, полиграф, заснована је на откривању промена у пулсу, крвном притиску, дисању и електро-отпору коже. Међутим, ови фактори разликују се од особе до особе, што отежава прецизно утврђивање да ли неко заиста говори истину. Због тога су професор неурологије на Медицинском факултету Универзитета Пенсилваније Данијел Ланглебен и његови сарадници вршили истраживања са FMRI (functional magnetic resonance imaging). Истраживање је укључивало осамнаест особа којима је речено да морају да негирају да су добили предмет, без обзира да ли ће им бити приказана слика тог или неког другог предмета. Кад год им је била приказана фотографија скривеног предмета, а учесник је лагао, појачавала се активност у неким деловима мозга, укључујући и anterior cinglat који се доводи у везу са регистровањем грешке као и са суседним великим десним предњим гирусом који игра кључну улогу у концентрисању пажње. То је чланове тима навело на закључак да постоји „локализована корелација са преваром“. Према мишљењу вође тима, одлука да човек изговори лаж захтева активност бројних делова мозга, односно покреће механизам заобилажења истине. Такође, он сматра, да је оглед потврдио дефиницију светог Августина. Ранија истраживања са овом апаратуром нису била овако успешна, али чланови тима сматрају да је потребно још истраживања која би укључивала више особа и то различите старости, порекла, културе, социјално-економског статуса. Коришћење FMRI такође изискује коришћење великих, скупих скенера што такав поступак чини мање практичним од теста на полиграфу.

## Примери
Историјски лик који је познат по лагању је Немац барон Минхаузен (Карл Фридрих Хијеронимус Минхаузен) који је живео између 1720. и 1797. године. Постао је легенда захваљујући веома вешто смишљеним причама из лова и с разних путовања. Њих је сакупио Рудолф Ерих Распе и штампао у Лондону 1785, а годину дана касније превео и проширио Готфрид Аугуст Биргер и објавио на немачком језику под насловом „Фантастична путовања на копну и мору: војни подухвати и комичне пустоловине барона Минхаузена”.